# Hot Dance Club Songs
Le Hot Dance Club Songs charts (aussi connu sous le nom Club Play Singles et anciennement Hot Dance Club Play et Hot Dance/Disco) est un des classements de Billboard magazine concernant l'industrie musicale des États-Unis. Il s'agit du classement hebdomadaire des titres les plus diffusés en discothèque dans le pays. 

## Charts
Artistes ayant obtenu le plus de numéro 1 au 14 février 2020 :
1. Madonna — 50
2. Rihanna — 33
3. Beyoncé — 22
4. Janet Jackson — 20
5. Katy Perry — 19
6. Jennifer Lopez — 18
7. Mariah Carey — 17
7. Kristine W — 17
9. Donna Summer — 16
10. Whitney Houston — 14